# Maliheh Afnan
Maliheh Afnan, en hebreo: מליחה אפנאן‎, (Haifa, Palestina, marzo de 1935 –Londres, 6 de enero de 2016) fue una artista palestina.

## Biografía
Maliheh Afnan de padres persas era bisnieta de Baháʼu'lláh el fundador de la Fe Baháʼí, aunque no era miembro de la Comunidad Baháʼí, se mudó a Beirut con su familia en 1949. Licenciada en la Universidad Americana de Beirut, obtuvo una maestría en Bellas Artes de la Corcoran School of the Arts and Design en Washington D. C..Vivió en Kuwait desde 1963 hasta 1966, en Beirut desde 1966 hasta 1974 y en París desde 1974 hasta 1997 que se mudó a Londres. Murió en 2016 en Londres a la edad de 80 años

## Obra
El trabajo de Maliheh Afnan se ha mostrado principalmente en Francia y en Londres. Su primera exposición individual, en una galería de Basilea en 1971, fue organizada por el artista estadounidense Mark Tobey. Su obra está incluida en las colecciones del Museo Metropolitano de Arte de la ciudad de Nueva York, el Museo Británico de Londres, la Colección de Arte Escrito de Alemania, el Institut du Monde Arabe de París y la Colección BAII Bank de París.
Desde niña Maliheh Afnan estuvo fascinada por el lenguaje escrito y la caligrafía. Su propio correo llegó a su casa en tres idiomas: árabe, inglés y hebreo.En esos momentos, no sabía leer ni escribir, y en su lugar llenaba páginas con escritura inventada. Esta tendencia continuó en sus obras actuales, donde la escritura imaginaria y los números siempre están presentes, incluso en los paisajes. Ha dicho que la encanta mirar guiones y la emocionan visualmente aún más cuando no podía leer porque entonces es mucho más misterioso y podrían ser muchas otras cosas, en lugar de una declaración banal.Más adelante en su vida, se inspiró más en Mark Tobey, quien trabajó en el guion abstracto. Él la asesoró mientras ella visitaba Suiza.
Durante la Guerra Civil Libanesa, tomó un soplete para su arte. Ella dice que su trabajo se compone de huellas del pasado, no solo de ella, sino también del pasado de su familia y sus predecesores.Su obra está mayoritariamente realizada sobre papel, con paletas compuestas por marrones, negros, rojos y marrones. La gente lo ha comparado con antiguos pergaminos y tablaturas. Se basó en una variedad de influencias, probablemente debido a su educación en la cultura del Medio Oriente y su educación y su vida posterior en el mundo occidental. El arte que la puso en el centro de atención del mundo del arte fue su serie titulada Veiled. Después del 11 de septiembre, Veiled se basó en el estereotipo de cómo se veían las mujeres persas, debido a los velos que usarían. Afnan tomó el velo y lo convirtió en un tipo diferente de velo. Su serie Veiled se centra en los velos no físicos que todos los humanos tienen dentro de sí mismos: “Emociones veladas, amenazas veladas, sentimientos velados”. El material que Afnan usó para los velos sobre la parte superior de sus obras fue gasa médica de la farmacia. Cogió la gasa y la coloreó en negros y marrones, colocándola sobre el guion, a veces incluso haciendo nuevas formas con ella.
Maliheh Afnan habló sobre su trabajo como si tuviera capas y disfrutó la idea de que las "capas" de la vida se mostraran en su trabajo. Demostró además que sus piezas tienen capas de civilizaciones antiguas y dijo que sus capas de color son similares a las capas del sol sobre el papel. Si bien no es tan conocida por ellos, Maliheh Afnan también trabajó con relieves de yeso. Crearía un molde y lo llenaría con yeso, retirándose una vez seco después pintó sobre el yeso usando colores tierra, colores quemados, óxido. Creó lo que se podría llamar retratos, en lugar de llamarlos personajes. Si bien los retratos tienen modelos específicos, los suyos no son de ninguna persona en particular. Se refirió a ellos como amalgamas de personas que ha conocido, personas que ha visto y personas que ha imaginado.
Maliheh Afnan rechazó etiquetas como "Artista del Medio Oriente" y "Artista femenina", insistiendo en que esas son solo cosas que resultan ser ciertas. Creía que si en lugar de centrarnos en lo que hace diferente a las personas, deberíamos centrarnos en nuestro denominador común de humanidad, y que el mundo sería mejor gracias a ello.
También expresó su amor por los accidentes. Maliheh Afnan dijo que nunca planeó su trabajo con anticipación,y dijo:

"A menudo, el accidente es mucho más profundo que lo que planea hacer y lo que está haciendo".

Una historia que contó con esto es sobre un viejo relieve de yeso: su viejo gato, mientras ella estaba fuera, derribó una de sus tabletas de yeso. Cuando volvió a pegarlo, descubrió que se veía "10 veces mejor" que el original. Esto va de la mano con su deseo de verle el lado divertido a todo. “Incluso las tragedias más terribles tienen un lado divertido”, dijo. Ella creía que era el humor de las situaciones trágicas lo que evitaba que las cosas se volvieran demasiado desesperadas, sin importar la situación.
Maliheh Afnan también expresó la creencia de que es importante apegarse a sus principios personales. Maliheh Afnan ha aparecido en varias exposiciones, que incluyen:
- Personajes, Museo MAN (Museo de Arte Provincia de Nuoro), Cerdeña, 2019
- Lo que queda, Rose Issa Projects, Londres, 2014
- Esta noche se abrirá la puerta hacia las palabras, Galerie Kornfeld, Berlín, Alemania, 2014
- Asemic, Cultuurcentrum Brugge, Brujas, Bélgica, 2014
- Speak Memory (solo), Rose Issa Projects, Londres, 2013
- The Blue Route: Journeys and Beauty from the Mediterranean to China, Fundación Boghossian, Bruselas, Bélgica, 2013
- Hope Map, Cuulturcentrum, Brujas, Bélgica, 2013
- Persa para principiantes, Rose Issa Projects, Londres, Reino Unido, 2012
- El arte de escribir, Kurhaus Kolonnade, Wiesbaden, Alemania, 2011
- Zendegi: Doce artistas iraníes contemporáneos (comisariada por Rose Issa Projects), Centro de Exposiciones de Beirut, Beirut, Líbano, 2011
- Miragens, exposición itinerante en el Centro Cultural Banco do Brasil, Río de Janeiro, Sao Paulo y Brasilia, Brasil, 2011
- Tiempos modernos: respuesta al caos, Kettle's Yard, Cambridge y De La Warr Pavilion, Bexhill-On-Sea, Reino Unido, 2010
- Taswir: mapas pictóricos del Islam y la modernidad, Museo Martin-Gropius-Bau, Berlín, Alemania, 2009
- Reorientaciones: Representaciones Árabes Contemporáneas, Parlamento Europeo, Bruselas, Bélgica, 2008
- Rutas, Waterhouse & Dodd, Londres, Reino Unido, 2008
- Word into Art, DIFC, Dubái, Emiratos Árabes Unidos, 2008
- La Danza de la Pluma y la Tinta, Museo Estatal de Arte Oriental, Moscú y Museo Estatal del Hermitage, San Petersburgo, Rusia, 2007
- Rutas, Museo Británico, Londres, Reino Unido, 2006
- Arte contemporáneo iraní, Curve Gallery, Barbican Centre, Londres, Reino Unido, 2001
- Salon de Réalités Nouvelles, Espace Eiffel Branly, París, Francia, 1997
- Tradiciones de respeto: Gran Bretaña y las culturas islámicas, The British Council, Londres, Reino Unido, 1997
- Salon du Dessin et de la Peinture à l'Eau, Espace Eiffel Branly, París, 1995
- Salón de Otoño, Thorigny-Sur-Marne, Francia, 1994
- Exposición Inaugural, Galerie du Chêne – Donald Vallotton, Lausana, Francia, 1992
- Recopilación de arte del siglo XX, Museo Británico, Londres, 1991
- Pintura y escultura a finales del siglo XX, Centro Cultural Europeo de Delfos, Grecia, 1988
- Artistas seleccionados, Kufa Gallery, Londres, Reino Unido, 1985
- Paisajes, Galerie Faris, París, Francia, 1985
- Salon de Réalités Nouvelles, Espace Eiffel Branly, París, Francia, 1984

### Publicaciones/Monografías
- Personajes, Maliheh Afnan, (2019, Arkadia)
- Caras familiares (2013, Rose Issa Projects)
- Maliheh Afnan: rastros, rostros, lugares (2010, Al Saqi Books & Beyond Art Productions)

## Premios y reconocimientos
- El 5 de julio de 2021, Google la celebró con un Google Doodle.[8]